# Aegolius
Az Aegolius a madarak osztályának bagolyalakúak (Strigiformes) rendjébe és a bagolyfélék (Strigidae) családjába tartozó nem.

## Rendszerezésük
A nemet Johann Jakob Kaup német természettudós írta le 1829-ben, az alábbi fajok tartoznak ide:
- gatyáskuvik (Aegolius funereus)
- fűrészbagoly (Aegolius acadicus)
- bermudai bagoly (Aegolius grady) - kihalt a 17. században
- Ridgway-bagoly (Aegolius ridgwayi)
- halványhomlokú bagoly (Aegolius harrisii)

## Előfordulásuk
Európa, Ázsia, Észak-Amerika és Közép-Amerika területén honosak. Természetes élőhelyeik a tűlevelű erdők, mérsékelt övi erdők, szubtrópusi vagy trópusi síkvidéki esőerdők.

## Megjelenésük
Testhosszuk 20-26 centiméter körüli.